# MPICH
MPICH – ogólnodostępna, darmowa i przenośna implementacja standardu MPI. Pozwala na przekazywanie komunikatów pomiędzy aplikacjami działającymi równolegle. Nadaje się do stosowania na małych klastrach.
Najnowszą wersję biblioteki MPICH można pobrać ze strony domowej projektu. 
Biblioteki MPICH można używać zarówno na systemach klasy MS Windows jak i Unix.
Rozwinięciem MPICH jest MPICH2.
Powstała także wersja tej biblioteki o nazwie MPICH-G2 pozwalająca uruchamiać aplikacje równoległe w środowiskach gridowych, z wykorzystaniem pakietu Globus Toolkit jako warstwy pośredniej. Dzięki temu rozwiązaniu aplikacja może działać na kilku klastrach rozproszonych geograficznie.

## Charakterystyka
MPICH jest implementacją biblioteki sterowania procesem obliczeń równoległych na maszyny klasy PC. Protokół ten przeznaczony jest do sterowania procesem obliczeń równoległych w sieciach rozproszonych. Biblioteka procedur MPICH jest dostępna bezpłatnie.
Najnowsza wersja tej biblioteki MPICH2 poza zapewnieniem bardziej wydajnych mechanizmów komunikacji posiada dodatkowo:
- wsparcie dla komunikacji jednostronnej
- rozszerzoną funkcjonalność MPI-IO

## Instalacja
Opis instalacji MPICH (jednej z implementacji MPI)

1. Na początku należy pobrać źródła programu : mpich.tar.gz
2. Rozpakowujemy plik mpich.tar.gz

# tar xfz mpich.tar.gz

3. Będąc w katalogu /mpich wydajemy komendę:

# ./configure --prefix=/opt/mpich

--prefix=/opt/mpich - określa ścieżkę docelową dla MPICH

4. Kompilujemy program wydając komendę:

# make

5. Dokonujemy instalacji w katalogu podanym w opcji prefix:

# make install

## Konfiguracja
Konfiguracja MPICH

W pliku machines.LINUX (katalog: /opt/mpich/share lub inny wybrany w opcji prefix podczas instalacji) dopisujemy nazwy hostów wchodzących w skład klastra:

W pliku machines.LINUX (katalog: /opt/mpich/share lub inny wybrany w opcji prefix podczas instalacji) dopisujemy nazwy hostów wchodzących w skład klastra:
hostname1:liczba_procesów

hostname2:liczba_procesów

hostname3:liczba_procesów

gdzie:
- hostname – oznacza nazwa komputera wchodzącego w skład klastra,
- liczba_procesów – liczba procesorów danego hosta

## Przesyłanie komunikatów

### Komunikacja punkt – punkt

#### Przykład
Przykład komunikacji międzyprocesowej typu punkt-punkt.
Zadaniem programu jest przesłanie komunikatu o treści "Komunikat od procesu 0" z procesu o numerze rank = 0 (SOURCE) do procesu o numerze rank = 1 (DEST). 
```
#include <stdio.h>
#include "mpi.h"

#define TAG 0
#define COUNT 25
#define SOURCE 0
#define DEST 1

int main(int argc, char *argv[])
{
 int rank, size;
 MPI_Status status;

 char Msg[]="Komunikat od procesu 0";   // treść komunikatu przesyłanego między procesami
 char Recv[COUNT];                     
 
 MPI_Init(&argc,&argv);                 // inicjalizacja środowiska MPI 
manual

 MPI_Comm_size(MPI_COMM_WORLD,&size);   // liczba procesów w grupie zapisywana jest w zmiennej size 
manual

 MPI_Comm_rank(MPI_COMM_WORLD,&rank);   // rank bieżącego procesu zapisywany jest w zmiennej rank 
manual

 if (size > 1) {                        // sprawdzane jest czy istnieje minimalna liczba procesów

   // Komunikat przesyłany jest od procesu o numerze rank = 0 (SOURCE)
   // do procesu o numerze rank = 1 (DEST) 
   if (rank == DEST)  // jeżeli procesem jest proces odbierający komunikat:                     
     {
       printf ("process %d of %d waiting for message from %d\n",
               rank, size, SOURCE);
       //  odbiór komunkatu i zapis zawartości do bufora Recv 
manual
 
       MPI_Recv(Recv, COUNT, MPI_CHAR, SOURCE, TAG, MPI_COMM_WORLD, &status);        
       printf ("process %d of %d has received: '%s'\n", 
               rank, size, Recv);
     }
   
else

     if (rank == SOURCE)  // jeżeli procesem jest proces nadający komunikat: 
       {
         printf ("process %d of %d sending '%s' to %d\n",
                 rank, size, Msg, DEST);
         //  wysyłanie komunkatu zawartego w buforze Msg 
manual

         MPI_Send(Msg, COUNT, MPI_CHAR, DEST, TAG, MPI_COMM_WORLD); 
       }
 
 }
 
 MPI_Finalize();   // zakończenie wykonywania procesów MPI 
manual

 
 return 0;
}
```

Program kompiluje się wprowadzając polecenie:

# mpicc -o program_mpi program_mpi.c

### Komunikacja grupowa
MPICH dostarcza kilku funkcji, ułatwiających komunikowanie się jednocześnie ze wszystkimi procesami w grupie. Poza sporym ułatwieniem zapewniają one (a raczej zapewnia to MPICH), że dane zostaną przesłane w optymalny sposób (naiwny broadcast(iteracja) vs. MPI_Bcast(algorytm „drzewiasty”) ).

#### MPI_Bcast
Rozsyła komunikat do wszystkich procesów w grupie.
```
int vsize = 4;
float vect[vsize];
...
int status = MPI_Bcast( vect ,vsize ,MPI_FLOAT ,0 /*root*/ , MPI_COMM_WORLD); // 
man
```

#### MPI_Scatter
Funkcja dzieli wektor danych wejściowych (w procesie oznaczonym jako root) i rozsyła je tak, że procesowi o randze N jest przesyłana N-ta część wektora danych.
```
int vsize = 4;
float matrix[vsize*vsize];
float rvect[vsize];
int status = MPI_Scatter(matrix, vsize, MPI_FLOAT, rvect, vsize, MPI_FLOAT, 0 /*root*/, MPI_COMM_WORLD); // do 4-ech procesów!!! 
man
```

#### MPI_Gather
Funkcja odwrotna do MPI_Scatter. Zbiera dane w procesie oznaczonym root. Ustawia je w kolejkę zgodnie z rangą nadsyłającego procesu.
```
int vsize = 4;
float matrix[vsize*vsize];
float rvect[vsize];
int status = MPI_Gather(rvect, vsize, MPI_FLOAT, matrix, vsize, MPI_FLOAT, 0 /*root*/ ,MPI_COMM_WORLD); // od 4-ech procesów !!!
man
```

#### MPI_Reduce
Funkcja wykonuje zdefiniowaną operację na wysłanych przez procesy danych. Możliwe operacje:
1. MPI_MAX – maximum
2. MPI_MIN – minimum
3. MPI_SUM – suma
4. MPI_PROD – produkt
5. MPI_LAND – logiczny AND
6. MPI_LOR – logiczny OR
7. MPI_LXOR – logiczny XOR
8. MPI_BAND – bitowy AND
9. MPI_BOR – bitowy OR
10. MPI_BXOR – bitowy XOR

```
  int val = 1, procCnt;
  int status = MPI_Reduce( &val ,&procCnt ,1 ,MPI_INT ,MPI_SUM ,0 /*root*/ ,MPI_COMM_WORLD ); // alternatywna metoda liczenia procesów :) 
man
```

#### Przykład
Przykład komunikacji grupowej realizowanej za pośrednictwem funkcji MPI_Scatter i MPI_Reduce.

Działanie programu polega na rozesłaniu poszczególnych wierszy macierzy zawartej w buforze sendbuf do czterech procesów w grupie. 
```
#include "mpi.h"
#include <stdio.h>
#define SIZE 4

main(int argc, char *argv[])
{
int numtasks, rank, sendcount, recvcount, source;
float sendbuf[SIZE][SIZE] = {
 {1.0, 2.0, 3.0, 4.0},
 {5.0, 6.0, 7.0, 8.0},
 {9.0, 10.0, 11.0, 12.0},
 {13.0, 14.0, 15.0, 16.0}  };           // inicjalizacja bufora do wysyłki
float recvbuf[SIZE];

MPI_Init(&argc,&argv);                  // inicjalizacja środowiska MPI 
manual

MPI_Comm_rank(MPI_COMM_WORLD, &rank);   // rank bieżącego procesu zapisywany jest w zmienej rank 
manual

MPI_Comm_size(MPI_COMM_WORLD, &numtasks); // liczba procesów w grupie zapisywana jest w zmiennej size 
manual

if (numtasks == SIZE) {                 // jeżeli w grupie są dokładnie 4 procesy:
  source = 1;
  sendcount = SIZE;
  recvcount = SIZE;

  // rozsyłanie do procesów w grupie komunikatu zawartego w buforze sendbuf 
manual

  MPI_Scatter(sendbuf,sendcount,MPI_FLOAT,recvbuf,recvcount, MPI_FLOAT,source,MPI_COMM_WORLD);
   
  printf("rank= %d  Results: %f %f %f %f\n",rank,recvbuf[0],
        recvbuf[1],recvbuf[2],recvbuf[3]);

  int val = 1, procCnt;
  MPI_Reduce( &val ,&procCnt ,1 ,MPI_INT ,MPI_SUM ,source ,MPI_COMM_WORLD ); // suma ,czyli liczba procesów 
man

 }
else
  printf("Must specify %d processors. Terminating.\n",SIZE);

MPI_Finalize();  // zakończenie wykonywania procesów MPI 
manual

}
```

Program kompiluje się wprowadzając polecenie:

# mpicc -o program_mpi program_mpi.c

## Typy danych

### Podstawowe typy danych
| MPI                | C                                                                 | Rozmiar             |
| ------------------ | ----------------------------------------------------------------- | ------------------- |
| MPI_CHAR           | signed char                                                       | 1 bajt              |
| MPI_SHORT          | signed short int                                                  | 2 bajty             |
| MPI_INT            | signed int                                                        | 2 bajty             |
| MPI_LONG           | signed long int                                                   | 4 bajty             |
| MPI_UNSIGNED_CHAR  | unsigned char                                                     | 1 bajt              |
| MPI_UNSIGNED_SHORT | unsigned short int                                                | 1 bajt              |
| MPI_UNSIGNED       | unsigned int                                                      | 2 bajty             |
| MPI_UNSIGNED_LONG  | unsigned long int                                                 | 4 bajty             |
| MPI_FLOAT          | float                                                             | 4 bajty             |
| MPI_DOUBLE         | double                                                            | 8 bajtów            |
| MPI_LONG_DOUBLE    | long double                                                       | 8, 10 lub 12 bajtów |
| MPI_BYTE           | 8 binarnych cyfr (8 bitów)                                        | 1 bajt              |
| MPI_PACKED         | dane spakowane lub rozpakowane z użyciem MPI_Pack()/ MPI_Unpack() |                     |

W MPI możemy tworzyć własne typy danych. Najczęściej chcemy, aby typ przesyłanych danych był różny od standardowych typów zdefiniowanych w bibliotece MPI. W MPI zdecydowano się na rozwiązanie, w którym programista ma możliwość tworzenia nowych typów danych w czasie wykonywania programu. Takie typy danych nazywane są POCHODNYMI TYPAMI DANYCH lub TYPAMI UŻYTKOWNIKA. Pochodne typy danych tworzymy z podstawowych typów danych.

### Typy pochodne
Każdy typ danych w MPI jest określony przez tablice typemap podającą dla każdego elementu parami typ podstawowy i przesunięcie w bajtach 

Typemap={(type0 ,disp0 ),...,(typen-1 ,dispn-1 )}

```
przykład: 	 MPI_INT	 (int,0)
```

Definicje Dolnej i Górnej Granicy oraz Rozpiętości i Rozmiaru Typów Danych

```
lb(Typemap) = minj (dispj)
ub(Typemap) = maxj (dispj+sizeof(typej))+pad
extent(Typemap) = ub(Typemap)-lb(Typemap) 
```

„pad” określa poprawkę ze względu na rozmieszczenie danych w pamięci komputera, w większości przypadków wymagane jest aby dane określonego typu były umieszczone pod adresami będącymi wielokrotnością rozmiaru danego typu, np. int zajmuje 4 bajty więc adres powinien być podzielny przez 4, więc dla: 

```
{(int,0),(char,4)}

lb=min(0,4)=0
	

ub=max(0+4,4+1)+pad=5+pad=8

extent=5+pad=8

rozmiar=5
```

### Pochodne typy danych
Contiguous 

Jest to najprostszy typ pochodny; elementy są kopiami danego typu wejściowego a ich pozycje są wielokrotnościami jego rozpiętości.
```
int MPI_Type_contiguous(int count, MPI_Datatype oldtype,MPI_Datatype *newtype);
```

Vector  

Elementy są kopiami danego typu wejściowego, ale pomiędzy nimi występują odstępy będące wielokrotnościami rozpiętości tego typu.
```
int MPI_Type_vector(int count, int block_length,int stride, MPI_Datatype element_type,MPI_Datatype *newtype);
```

Hvector 

Jak Vector ale odstępy między elementami są określone w bajtach.
```
int MPI_Type_vector(int count, int block_length,int stride, MPI_Datatype element_type,MPI_Datatype *newtype);
```

Indexed  

Jak Vector ale odstępy między elementami są określone dowolnie przez tablicę przesunięć.
```
int MPI_Type_indexed(int count,int *array_of_block_lengths,int *array_of_displacements,MPI_Datatype element_type,                 MPI_Datatype *newtype);
```

Hindexed 

Jak Indexed ale elementy tablicy przesunięć są podane w bajtach.
```
int MPI_Type_indexed(int count,int *array_of_block_lengths,int *array_of_displacements,MPI_Datatype element_type,MPI_Datatype *newtype);
```

Struct 

Najbardzięj ogólny typ, elementy nie muszą być jednakowego typu, a odstępy między nimi są określone przez tablicę przesunięć, której elementy są podane w bajtach.
```
int MPI_Type_struct(int count,int *array_of_block_lengths,MPI_Aint *array_of_displacements,MPI_Datatype *array_of_types,MPI_Datatype *newtype);
```

Extent 

Zwraca rozmiar w bajtach danego typu danych. Funkcja ta jest użyteczna w podprogramach, które wymagają rozmiaru danego typu w bajtach np. w celu obliczenia przesunięcia.
```
int MPI_Type_extent(MPI_Datatype dtype, MPI_Aint *pextent)
```

Commit 

Zatwierdza nowy typ w systemie. Wymagane dla wszystkich nowo stworzonych pochodnych typów danych.
```
int MPI_Type_commit ( MPI_Datatype *datatype )
```

### Przykład – CONTIGUOUS
```
#include "mpi.h"
#include <stdio.h>
#define SIZE 4
main(int argc, char *argv[])

{
int numtasks, rank, source=0, dest, tag=1, i;

float a[SIZE][SIZE] ={1.0, 2.0, 3.0, 4.0,
  5.0, 6.0, 7.0, 8.0,
  9.0, 10.0, 11.0, 12.0,
  13.0, 14.0, 15.0, 16.0};
float b[SIZE];
MPI_Status stat;

MPI_Datatype rowtype;
MPI_Init(&argc,&argv);
MPI_Comm_rank(MPI_COMM_WORLD, &rank);
MPI_Comm_size(MPI_COMM_WORLD,       &numtasks);
MPI_Type_contiguous(SIZE, MPI_FLOAT, &rowtype);
MPI_Type_commit(&rowtype);
if (numtasks == SIZE){
if (rank   == 0) {
    for (i=0; i<numtasks; i++)
      MPI_Send(&a[i][0], 1, rowtype, i, tag, MPI_COMM_WORLD);
    }
MPI_Recv(b, SIZE, MPI_FLOAT, source, tag, MPI_COMM_WORLD, &stat);
 printf("rank= %d  b= %3.1f %3.1f %3.1f %3.1f\n",
        rank,b[0],b[1],b[2],b[3]);
 }
else

 printf("Must specify %d processors. Terminating.\n",SIZE);
MPI_Finalize(); 
}
```

źródło: https://web.archive.org/web/20090131212047/http://icis.pcz.pl/~roman/mpi-www/